# باک بانی دوباره می‌راند
باک بانی دوباره می‌راند (انگلیسی: Buck Benny Rides Again) فیلمی در ژانر موزیکال، کمدی، و وسترن است که در سال ۱۹۴۰ منتشر شد. از بازیگران آن می‌توان به جک بنی، الن درو، ادی اندرسن، اندی دیواین، و فیل هریس اشاره کرد.